# Eningia unifascia
Eningia unifascia är en insektsart som beskrevs av Walker 1858. Eningia unifascia ingår i släktet Eningia och familjen lyktstritar. Inga underarter finns listade i Catalogue of Life.